# Arthur Pond
Arthur Pond (1701-1758) est un artiste peintre, graveur et marchand d'estampes britannique, membre de la Royal Society. Son fonds fut repris par John Boydell.

## Biographie
Seul fils survivant du marchand d'art John Pond (mort en 1749), Arthur est baptisé le 2 août 1701 à la paroisse de St Magnus-the-Martyr (Londres) et est éduqué à l'art dans cette ville. Son maître est le peintre anglais John Vanderbank (1694-1739). Il entre ensuite à l'Académie de St Martin's Lane en 1720.
Il vit à Rome une première fois durant les années 1725-1727, effectuant le Grand Tour, copiant les maîtres italiens, en compagnie d'autres jeunes artistes anglais, dont Charles Knapton (1700-1742),, formant une sorte de club, dont le père tutélaire est Jonathan Richardson l'Ancien. Revenant d'Italie, il passe par Paris avant 1730 et croise le marchand d'art Pierre-Jean Mariette, qui témoigna plus tard dans son Abecedario : « Il était surtout curieux de gravures faites par les peintres mêmes, et peu de gens en ont rassemblé autant que lui ».
Durant les années 1730, il se lance dans l'édition d'estampes avec une première série notable, Imitations of the Italian Masters, et travaille longtemps en société avec la famille d'artistes Knapton dont George et Charles, lequel mourra en 1742.
Lors d'un deuxième séjour romain, avant 1735, il se lie d'amitié avec Louis-François Roubiliac, qu'il poussera à s'installer à Londres.
Il commissionne de nombreux graveurs, dont Chatelain, François Vivarès, pour reproduire une suite de gravures de Rembrandt, publiée en 1744.
Touche à tout, très actif, Pond devient un portraitiste réputé, expérimentant de nombreuses techniques : outre l'huile, le pastel, l'aquarelle, et la maîtrise de la plupart des formes de gravure, ainsi que le tirage. Il eut de nombreux élèves.
En 1752, il est élu membre de la Royal Society.
Durant l'année 1757, il restaure les peintures murales des salles de la Montagu House du nouvellement créé British Museum.
Il meurt à Londres, à Great Queen Street, le 9 septembre 1758.

## Une collection remarquable

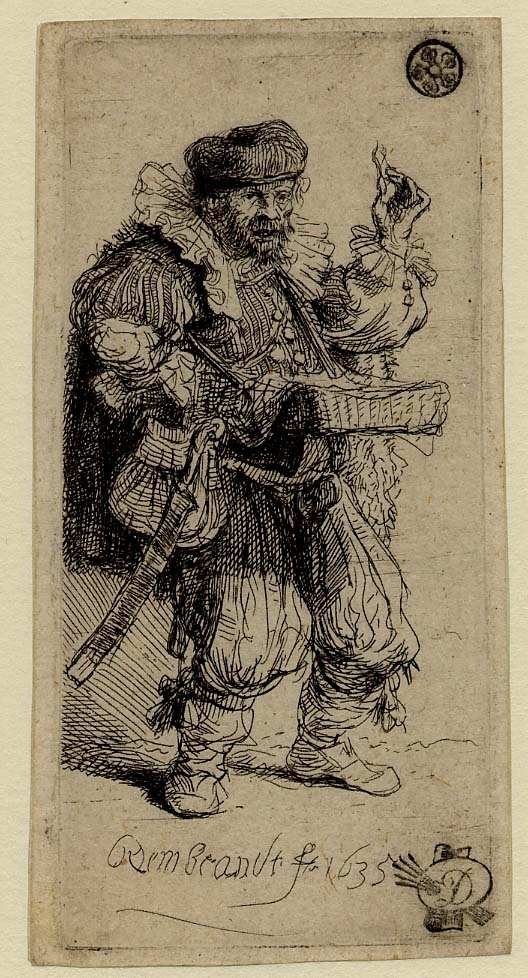
Le Charlatan (1635), eau-forte de Rembrandt, ayant appartenu à Pond.

Ses collections de dessins de maîtres anciens sont dispersées dès 1759, pour plus de 1 400 £.
Coté estampes, originellement, c'est sans doute via un intermédiaire du graveur néerlandais Jacobus Houbraken que Pond a commencé d'acheter des pièces. Houbraken était présent à la fameuse vente de la collection de Willem Six (1662-1733), à Amsterdam, en mai 1734, et il se porta acquéreur d'un lot important de pièces de Rembrandt, puisqu'on en retrouve lors de la vente Edward Astley, à Londres, en mars-avril 1760 — le collectionneur Astley, dont l'épouse fut peinte par Pond lui-même, et qui avait acheté du vivant de Pond une grande partie de sa collection d'estampes. Le produit totale des ventes atteignit 544 £. Mariette, qui le respectait, jugeait ses Rembrandt comme « des plus parfaits et des plus nombreux ». Un autre fournisseur notable de Pond fut Thomas Major.
Le marchand John Boydell récupère une partie des dessins, du fonds gravé, ainsi que des cuivres qui sont retirés par ses soins entre 1769 et 1774.

## Œuvre

### Portrait peint
- Londres, National Portrait Gallery :
  - Robert Walpole, 1st Earl of Orford (1742)
  - Peg Woffington, actrice irlandaise
  - Rhoda Delaval, comtesse Astley (vers 1750), qui fut son élève (un autre tableau existe)
- Autres :
  - James Harris of Salisbury (avant 1733)
  - Alexander Pope
  - William, duc de Cumberland, l'un de ses mécènes
  -  Stephen Weston, Bishop of Exeter

### Gravure

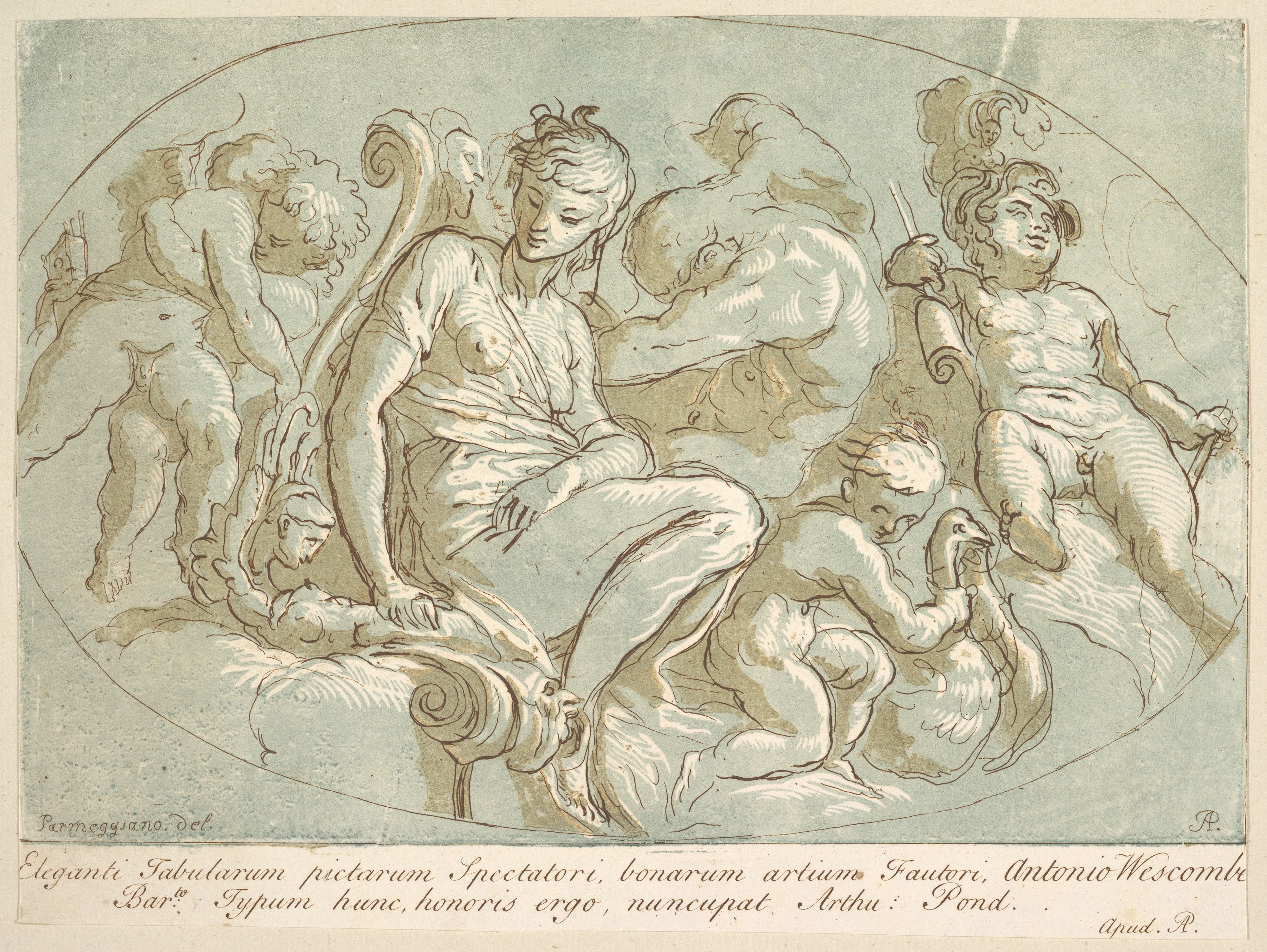
Proto-Manière de crayon (1735) d'après Parmigianino par Pond et Knapton (New York, MET).

Pond interpréta de nombreux maîtres, parmi lesquels Rembrandt, Raphaël, Salvator Rosa, Parmigianino, Le Guerchin, Le Caravage, Nicolas Poussin, Gaspard Dughet, Claude Gellée, Giovanni Paolo Panini, Pier Leone Ghezzi. Il diffusa en les gravant à Londres de nombreuses esquisses humoristiques, des caricatures, tirées d'Annibale Carracci et de Ghezzi, qui furent alors en vogue. Ainsi, sa technique d'imitation quasiment à l'identique (facsimile ou prints in imitation of drawings), annonçait la manière de crayon, qu'il développe, d'un côté en se chargeant des portraits, avec Charles Knapton, qui lui exécute les paysages, et qui consistait à imiter par la gravure le trait du dessin du maître par l'eau forte et l'aquatinte, ainsi que parfois certaines textures à l'impression (lavis, sanguine, pastel, etc.) via plusieurs planches en bois réimposées taillées par William Pennock, ce qui est jugé comme très novateur, mais très coûteux. Certaines estampes sont signées « A.P. fecit ». On compte 70 planches fabriquées sous la direction de Pond, dont le tirage s'étale de 1732 à 1736, avec appel à souscription en avril 1735, pour les maîtres italiens, et de 1736 à 1742 pour les caricatures,.
Le British Museum conserve en son fonds plusieurs centaines de pièces.
Parmi les suites gravées, citons :
- A Collection of Etchings and Engravings in Imitation of Drawings from Various Old Masters, Being Facsimiles of Their Respective Performances, Chiefly by Arthur Pond, & Charles Knapton, Londres, A. Pond, 1734-1735 ; d'après les collections de dessins de Jonathan Richardson et Pond — reprint par John Boydell, entre 1769 et 1808.
- Suite de 25 [?] gravures [caricaturas] en eau-forte, avec l'aide de Carl Marcus Tuscher (en), d'après Carlo Maratta, Pier Francesco Mola, Jean-Antoine Watteau, Annibale Carracci, Le Guerchin, Pier Leone Ghezzi, Londres, A. Pond, 1742.
- The Heads and Characters of Illustrious Persons of Great Britain, suite gravée par Jacobus Houbraken, avec George Vertue, et un texte de Thomas Birch, Londres, John & Paul Knapton [A. Pond], 1743-1752.
- Motifs repris de Rembrandt (Londres, 1744)
- Paysages d'après Claude Gellée
- Paysages d'après Gaspard Dughet